# Hussein Saeed
Hussein Saeed Mohamed (in arabo حسين سعيد‎?; Baghdad, 21 gennaio 1958) è un ex calciatore iracheno, di ruolo attaccante.
Attualmente è presidente della Federazione calcistica dell'Iraq.
Ha oltre 700 reti in carriera.

## Carriera
Con 78 gol realizzati in 137 partite disputate, è il miglior marcatore della Nazionale irachena, con cui ha partecipato al Mondiale 1986.

## Palmarès

### Club
- Campionato iracheno: 3

Al-Talaba: 1981, 1982, 1986

### Individuale
- Capocannoniere della Coppa delle nazioni del Golfo: 1

1979 (10 gol)